# Агітаційно-масове мистецтво

А. Й. Страхов. Сторінка з альбому «Азбука революції».

Агітаці́йно-ма́сове мисте́цтво (від лат. agitatio — приведення в рух, спонукання) — одна із форм мистецтва, що використовується з метою ідейно-естетичного впливу на свідомість і почуття людей, висвітлення актуальних проблем суспільного життя, мобілізації широких мас на активну громадську діяльність.
Ця форма мистецтва існувала в різні часи та у різних країнах. На території Радянського Союзу після Жовтневої революції 1917 року стала одним з факторів ідейно-виховної та організаційної роботи комуністичної партії і радянської держави (див. Агітпроп). У наступні часи набуло широкого розвитку, жанрової та стильової різноманітності — агітбригада, агітплакат, агітпоїзд, агіттеатр, агітпорцеляна, агітфільм тощо.